# Asturlleonès central
Asturlleonès central és considerat el model de llengua escrita i és el qual posseïx majoria de parlants de l'idioma asturià. Com a dialecte és parlat entre els rius Ḷḷena i Seya fins a la desembocadura del Nalón.

## Característiques
- Conserva la "f-" llatina, com a la resta de l'asturlleonès menys l'oriental: fame, fumu (asturlleonès oriental ame, umu)
- Els diftongs decreixents ja són monoftongats: cosa, carpinteru
- Els femenins plurals es fan amb -"es": les cases, les vaques
- Diftongació de "o" única: puerta
- Palatalització, com a la resta de l'asturlleonès, de "l" inicial llatina semblant a la catalana: lluna, llobos.
- Posseeix tres terminacions per a masculí, femení i neutre, però existeix el "neutre de matèria", aplicat a substantius incomptables, per la qual raó hi ha una concordança especial: l'home vieyu, la muyer vieya, lo vieyo; un fierru (un tros concret de ferro, una barra, masculí), el fierro ("en Vizcaya hai muncho fierro", la matèria en general, neutre), la xente mozo, la xente vieyo, la ropa sucio, el tiempu malo, el lleche cuayao, el pañu bono (neutre de matèria).

En algunes comarques d'Astúries (fonamentalment Gozón, Carreño, Mieres, Ḷḷena, Ayer, Riosa, Morcín i parcialment Llangréu) es conserva, encara que en clara reculada, un fenomen antigament més estès per tot el domini lingüístic, que és la metafonía vocàlica, consistent que el timbre tancat de la vocal final provoca el tancament de la síl·laba anterior, produint A > E (també A > O), E > I i O > U. Aquesta metafonia, com és lògic, només la produeix el masculí singular: guetu (o gotu), gata, gatos, gates, gat; pirru, perra, perros, perres, gos; utru, otra, otros, otres,  altre.